# Вест-Шенанго Тауншип (округ Кроуфорд, Пенсільванія)
Вест-Шенанго Тауншип (англ. West Shenango Township) — селище (англ. township) в США, в окрузі Кроуфорд штату Пенсільванія. Населення — 433 особи (2020).

## Демографія
Згідно з переписом 2010 року, у селищі мешкали 504 особи в 223 домогосподарствах у складі 137 родин. Було 370 помешкань
Расовий склад населення:
| - 99,4 % — білих |

До двох чи більше рас належало 0,6 %. Частка іспаномовних становила 0,6 % від усіх жителів.
За віковим діапазоном населення розподілялося таким чином: 19,2 % — особи молодші 18 років, 60,4 % — особи у віці 18—64 років, 20,4 % — особи у віці 65 років та старші. Медіана віку мешканця становила 48,1 року. На 100 осіб жіночої статі у селищі припадало 96,1 чоловіків;  на 100 жінок у віці від 18 років та старших — 94,7 чоловіків також старших 18 років.
Середній дохід на одне домашнє господарство  становив 50 111 долар США (медіана — 35 417), а середній дохід на одну сім'ю — 60 360 доларів (медіана — 44 375). Медіана доходів становила 39 643 долари для чоловіків та 22 708 доларів для жінок. За межею бідності перебувало 15,2 % осіб, у тому числі 31,9 % дітей у віці до 18 років та 8,5 % осіб у віці 65 років та старших.
Цивільне працевлаштоване населення становило 198 осіб. Основні галузі зайнятості: освіта, охорона здоров'я та соціальна допомога — 22,7 %, виробництво — 17,7 %, роздрібна торгівля — 14,6 %, фінанси, страхування та нерухомість — 13,6 %.